# Michael Rodríguez
Michael Steven Rodríguez Gutiérrez (Cacao, 30 dicembre 1981) è un ex calciatore costaricano, di ruolo difensore.

## Carriera

### Club
Nativo di Cacao, Costa Rica, difensore di ruolo, Rodríguez ha trascorso la maggior parte della sua carriera fin dal 2001 nella Liga Deportiva Alajuelense. Con l'Alajuelense, Rodríguez ha vinto tre titoli costaricani e la CONCACAF Champions League 2004.
Il 21 aprile 2004, Rodriguez segnò il gol vittoria ai tempi supplementari nella semifinale della CONCACAF Champions League per sconfiggere il Monterrey ed avanzare alla finale, dove l'Alajuelense batté i rivali del Deportivo Saprissa 5-1 vincendo così la competizione.
Nel 2008 Michael Rodríguez è stato acquistato dai Seattle Sounders, freschi vincitori della United Soccer Leagues First Division.

### Nazionale
Rodríguez ha tre presenze con la Nazionale della Costa Rica ed era sull'elenco dei convocati per la Coppa del Mondo 2006 in Germania.